# АКСМ-420
АКСМ-420 (БКМ-420) — низкопольный троллейбус производства Белкоммунмаш. Относится к четвёртому поколению троллейбусов, разработанных заводом.

## Конструкция

### Интерьер
Троллейбус в ранних модификациях имеет 35 мест для сидения, из них 29 стационарные и 6 по правому борту откидные. Это сделано, чтобы увеличить вместимость машины в час-пик. Всего салон может вместить 115 пассажиров.

### Кузов
Габариты троллейбуса соответствуют принятым стандартам: длина — 12,79 метра, ширина — 2,5, высота — 2,86 метра. Кузов изготовлен из композитных материалов. Машина оборудована электрическим выдвижным пандусом и системой «приседания» до уровня тротуара. Салон оснащён системой климат-контроля, поэтому форточек в окнах нет. В более поздних образцах форточки появились.
Благодаря разработанным на НПО «Энергия» конденсаторным батареям троллейбус может проехать не менее 5 км с полным салоном без контакта с проводами. Это позволит в случае необходимости объезжать дорожные заторы или иные препятствия.
Технические данные:
- Расположение сидений по схеме 2+1 и 2+2
- Обшивка кузова из композитных материалов
- Синхронизированные визуальная и акустическая информационные системы для пассажиров
- Для облегчения доступа пассажиров с ограниченной мобильностью предусмотрены: места для инвалидной коляски с системой фиксации и системой оповещения водителя, механический пандус с ручным управлением, система понижения уровня пола троллейбуса со стороны входа
- Остекленная перегородка с дверью и форточкой для продажи билетов отделяет кабину водителя от пассажирского салона
- Система от зажатия пассажиров между створками дверей
- Система контроля токоутечки со звуковой и световой сигнализацией
- Система отопления калориферного типа
- Кондиционирование кабины водителя
- Двигатель переменного тока

Опционально:
- Системы пожаротушения, видеонаблюдения с функцией записи и хранения информации на носителе
- Автоматическая централизованная система смазки
- Кондиционирование салона
- Место для кондуктора с индивидуальным обогревом
- GPS-оборудование с системой глобального позиционирования

## Модификации
- АКСМ-42003А «Витовт» — модификация с повышенной вместимостью и скоростью до 60 км/ч
- АКСМ-42000М «Витовт»
- АКСМ-420030 «Витовт» — зарубежная модификация

## Эксплуатирующие города
| Страна        | Город       | Эксплуатирующая организация | Модель      | Количество (всех модификаций) |
| ------------- | ----------- | --------------------------- | ----------- | ----------------------------- |
| Беларусь      | Минск       | ГП «Минсктранс»             | АКСМ-42003A | 5 (4 списаны)                 |
| Россия        | Калининград | МКП «Калининградгортранс»   | АКСМ-420030 | 2 (личные наблюдения)         |
| Россия        | Воронеж     | МКП «Воронежпассажиртранс»  | АКСМ-420030 | 15 (+1 кузов-донор)           |
| Россия        | Тула        | МКП «Тулгорэлектротранс»    | АКСМ-420030 | 10                            |
| Приднестровье | Тирасполь   | МУП «Тираспольское ТУ»      | АКСМ-420030 | 2                             |
| Молдова       | Кишинёв     | МУП «Кишинёвское ТУ»        | АКСМ-420030 | 1                             |

Ещё три машины, проходившие тестовую эксплуатацию в городах Белоруссии, а также Коврове и Медельине (Колумбия), были возвращены на завод.
С 2013 по 2020 годы  20 троллейбусов БКМ-420030 эксплуатировались в Белгороде. После закрытия троллейбусного движения в городе 15 машин были переданы в Воронеж, остальные списаны.

## Галерея
- АКСМ-420  в Витебске
- Салон троллейбуса АКСМ-42003А  № 4630 в Минске